# Biscutella cichoriifolia
Biscutella cichoriifolia är en korsblommig växtart som beskrevs av Jean Loiseleur-Deslongchamps. Biscutella cichoriifolia ingår i släktet Biscutella och familjen korsblommiga växter. Inga underarter finns listade i Catalogue of Life.